# Exom
Az exom az a része a genomnak, amit exonok alkotnak – tehát azok a DNS-szekvenciák, melyek átírás után az érett RNS-ben maradnak, az intronok RNS-hasítással történő eltávolítása után is. Míg a transzkriptom az érett RNS-molekulák összességét tartalmazza, az exom az összes DNS-t, ami érett RNS-sé íródik át bármilyen sejtben.  Az emberi genom mintegy 180 000 exonból áll, ami a teljes genom kb. 1%, azaz úgy 30 megabázispárnyi DNS. Bár a genom igen kis részét adja, az exom mutációnak tulajdonítják a betegséget okozó mutációk 85%-át. Az exom szekvenálása hatékony stratégiának bizonyult vagy két tucat mendeli, avagy egygénes genetikai betegség genetikai alapjának meghatározására.
Az exom szekvenálásával foglalkozó kutatási projektek közé tartozik a nonprofit Personal Genome Project (PGP), a nonprofit Rare Genomics Institute (RGI), az amerikai Nemzeti Egészségügyi Intézet NIH által támogatott Exome Project, az amerikai NHGRI-finanszírozta Mendelian Exome Project, az NHLBI Grand Opportunity Exome Sequencing Project Archiválva 2015. szeptember 2-i dátummal a Wayback Machine-benje és a biocsip-alapú Nimblegen SeqCap EZ Exome a Roche Applied Science menedzselésében.

## Fordítás
- Ez a szócikk részben vagy egészben az Exome című angol Wikipédia-szócikk ezen változatának fordításán alapul.  Az eredeti cikk szerkesztőit annak laptörténete sorolja fel. Ez a jelzés csupán a megfogalmazás eredetét és a szerzői jogokat jelzi, nem szolgál a cikkben szereplő információk forrásmegjelöléseként.